# Howoge
Die Howoge Wohnungsbaugesellschaft mbH (Eigenschreibweise HOWOGE) ist eines der sechs kommunalen Wohnungsunternehmen Berlins. Sie wurde in ihrer aktuellen Rechtsform als GmbH 1990 gegründet und gehört dem Land Berlin. Sie verfügt über einen eigenen Wohnungsbestand von rund 77.100 Wohnungen (Stand: 31. Dezember 2024).

## Geschichte
1990 als landeseigene Gesellschaft gegründet, übernahm die Howoge von der Kommunalen Wohnungsverwaltung der DDR einen Großteil der Plattenbauten in der Großwohnsiedlung Hohenschönhausen. Der nun gewählte Name entstand aus Hohenschönhauser Wohnungsbau-Gesellschaft. 1997 erwarb die Howoge die Wohnungsbaugesellschaft Lichtenberg mbH.
Kernaufgabe des ersten Jahrzehnts war die Instandsetzung und Modernisierung der Wohnungen und die Aufwertung des Wohnumfelds. Darüber hinaus wurden ca. 1000 Wohneinheiten neu gebaut. Im Jahr 2013 ist nahezu der komplette Bestand saniert, darunter 1400 Wohnungen in denkmalgeschützten Gebäuden und Anlagen, zum Beispiel das Rupprecht-Ensemble im Weitlingkiez, den Hendrichplatz in Alt-Lichtenberg, die Kernhofer Straße 5 und 13 in der Victoriastadt und die Schnitterhäuser in Malchow. Mit dem Kauf von ca. 170 Wohnungen in Adlershof und Johannisthal (2006), 17 Wohnungen in Weißensee (2008) sowie ca. 3200 Wohnungen in  Buch (2009) erweiterte die Howoge ihren Bestand über den Bezirk Lichtenberg hinaus.
Ab 2013 startete das Unternehmen seine Neubauoffensive und errichtete in den nachfolgenden Jahren viele Wohnungen. Eines dieser Projekte sind die Treskow-Höfe in Karlshorst, die 2016 mit dem Deutschen Bauherrenpreis ausgezeichnet wurden. 2021 übernahm das Unternehmen in Rahmen des Rückkaufs ehemals kommunaler Wohnungen von der Deutsche Wohnen und Vonovia über 8000 Wohneinheiten. Der Bestandszuwachs von rund 1000 Wohneinheiten im Jahr 2023 resultiert aus der Fertigstellung von Neubauprojekten, beispielsweise direkt an der Rummelsburger Bucht in Lichtenberg (knapp 170 Wohnungen), in der Ohlauer Straße in Friedrichshain-Kreuzberg (ein integratives Wohnbauprojekt mit 120 Wohnungen) und in Treptow-Köpenick (280 Wohnungen für Studierende).
Im Jahr 2016 startete der Berliner Senat die Berliner Schulbauoffensive (BSO), um den Anforderungen anwachsender Schülerzahlen und der Notwendigkeit einer ganzheitlichen, nachhaltigen und inklusiven Pädagogik in Berlin aktiv zu begegnen. Die landeseigene Howoge wurde im Rahmen der BSO mit dem Bau von 26 Schulen und der Sanierung von zwölf bestehenden Schulen beauftragt. Die Schulbauten sind über den gesamten Stadtraum verteilt und werden in allen Bezirken umgesetzt.

## Konzern
Die Gesellschaft verfügte am 31. Dezember 2024 über einen eigenen Bestand von 77.100 Wohnungen. Die Wohnungen befinden sich überwiegend in den Berliner Bezirken Lichtenberg, Treptow-Köpenick und Pankow. Die Wohnungsbestände umfassen überwiegend Plattenbauten aus den 1970er und 1980er Jahren, aber auch Altbauten und Siedlungsbauten aus der ersten Hälfte des 20. Jahrhunderts. Das Unternehmen war vor der politischen Wende ein Teil der Kommunalen Wohnungsverwaltung (KWV) in Ost-Berlin.
Die Howoge Wohnungsbaugesellschaft mbH übernimmt als Muttergesellschaft die Steuerung des Konzerns, zu dem fünf 100%ige Tochtergesellschaften gehören: die Wohnungsbaugesellschaft Lichtenberg mbH, Howoge Servicegesellschaft mbH, Howoge Wärme GmbH, Kramer + Kramer Bau- und Projektmanagement GmbH und die luxemburgische KW Goecke S.A.R.L.

### Tochtergesellschaften (Auswahl)
Die Howoge Servicegesellschaft mbH erbringt wohnbegleitende Dienstleistungen für die Wohnungsbaugesellschaft und andere Immobilienunternehmen. Die Leistungen umfassen einen Concierge-, Hausmeister- sowie Kiezhelferdienste. Zum 31. Dezember 2021 beschäftigte die Servicegesellschaft 235 Mitarbeiter.
Seit 2005 gehört das Energiemanagement der Howoge-Bestände zu den Aufgaben der Howoge Wärme GmbH. Sie ist sowohl für Verbrauchskontrollen zuständig als auch für Gebäudeanalysen und die Planung von Energieeinsparmaßnahmen.
Die Kramer + Kramer Bau- und Projektmanagement GmbH, seit 2018 eine Tochtergesellschaft der Howoge, erbringt Leistungen aus den Bereichen Bausteuerung und Projektmanagement.

## Howoge-Skandal 2009/2010
2009 kündigte die Howoge umfangreiche Modernisierungen in Berlin-Buch an, die zu einer Verdoppelung der Mieten führen sollten. Im Rahmen der medialen Berichterstattung darüber wurde im Januar 2010 berichtet, dass das für die Planung der Baumaßnahmen keine Ausschreibung durchgeführt, sondern die Aufträge freihändig vergeben worden seien. So soll auch das Ingenieurbüro des SPD-Politikers Ralf Hillenberg von der Howoge Aufträge in Millionenhöhe ohne Ausschreibung erhalten haben. Aufgrund des Verdachts von Verstößen gegen europäisches Vergaberecht leitete der rot-rote Berliner Senat eine Sonderprüfung durch externe Sachverständige ein. Im März 2010 wurde ein Zwischenbericht vorgelegt, der die unrechtmäßige Vergabe von Aufträgen an Privatunternehmen und die nicht erfolgte europaweite Ausschreibung einiger Großaufträge bestätigt. Als Konsequenz wurden die damaligen beiden Geschäftsführer fristlos entlassen. Wie im Juni 2010 bekannt wurde, bestätigte der Abschlussbericht der Wirtschaftsprüfer, dass es im Zeitraum von Mitte 2002 bis Ende 2009 in 18 von 24 geprüften Fällen systematische Vergaberechts-Verstöße bei der Beauftragung von Architekten- und Ingenieursleistungen gegeben hat. Zu den Hauptprofiteuren gehörte Hillenbergs Ingenieurbüro, das dem Abschlussbericht zufolge acht widerrechtliche Aufträge erhielt. Auf Antrag der Opposition vom Februar 2011 wurde von Berliner Abgeordnetenhaus ein Untersuchungsausschuss zur „Aufklärung der Hintergründe der Vergabepraxis der landeseigenen HOWOGE Wohnungsbaugesellschaft mbH, Verflechtungen mit politischen Parteien und Konsequenzen für das Land Berlin“ eingesetzt. Dessen Bericht wurde im August 2011 veröffentlicht. Laut dem Bericht des Howoge-Untersuchungsausschusses kann den beiden zuständigen Senatsverwaltungen kein Vorwurf gemacht sowie dem Howoge-Aufsichtsrat ausdrücklich kein Versäumnis im rechtlichen Sinne angelastet werden. Die Opposition kritisierte den Bericht als ein die Tatsachen verdrehendes „Dokument der Schönfärberei“ und Ausdruck von „SPD-Filz“.

## Ökologisches und soziales Engagement
Bis 2045 strebt die Howoge einen klimaneutralen Gebäudebestand an. Hierzu setzt sie auf energetische Sanierungen, innovative Anlagentechnik und grüne Energieträger. Die Howoge konzentriert sich auf möglichst nachhaltige Baustoffe bei der Gebäudeplanung und die Versorgung ihrer selbst genutzten Flächen zu 100 % mit grünem Strom. Ein wichtiger Bestandteil der Nachhaltigkeitsstrategie ist der Ausbau von Photovoltaikanlagen, die bereits über 4000 Haushalte mit grünem Strom versorgen. Durch Investitionen von rund 71 Millionen Euro sollen bis 2033 auf allen geeigneten Gebäuden Photovoltaikanlagen installiert werden. Seit 2021 berichtet die HOWOGE gemäß der EU Taxonomie Verordnung und zeigt positive Entwicklungen in den Kennzahlen. Neben dem Klimaschutz unterstützt die Howoge zahlreiche soziale Initiativen in ihren Quartieren und investiert jährlich mehrere Millionen Euro in gesellschaftliches Engagement.
Die gemeinnützige Stiftung Stadtkultur wurde im April 2018 von der landeseigenen Berliner Wohnungsbaugesellschaft gegründet. Sie führt Projekte in den Bereichen Kunst, Kultur und Bildung mit Schwerpunkt im Berliner Bezirk Lichtenberg durch. Ziel ist die Stärkung des sozialen, intergenerationalen und interkulturellen Austauschs.
Die Howoge fördert Vereine, Einrichtungen und Projekte in den Berliner Kiezen und legt dabei den Fokus auf die Bereiche Bildung, Kultur, Ökologie, Soziales und Sport. Insgesamt 134 Projekte wurden im Jahr 2023 unterstützt. Mit der eigenen Stiftung Stadtkultur werden insbesondere im kulturellen Rahmen Berliner Projekte unterstützt.